# Mysterious Walker
Frederick Mitchell Walker (becenevén Mysterious; Utica, Nebraska, 1884. március 21. – Oak Park, Illinois, 1958. február 1.) amerikai amerikaifutball-játékos és baseballozó, amerikaifutball-, baseball- és kosárlabdaedző, valamint atlétikai igazgató. Fiatalkorában Chicagóba költözött.
Becenevét („Titokzatos”) azért kapta, mert álnéven baseballozott.

## Egyetemistaként
A Chicagói Egyetemen amerikai futballozott, baseballozott és kosárlabdázott; 1904 és 1906 között a Chicago Maroons játékosa volt. 1904 októberében egy másik játékossal való összeütközése miatt agyrázkódást szenvedett; először nem tűnt súlyosnak, azonban később azt képzelte, hogy a következő hétre ütemezett mérkőzésen játszott. 1905-re egymásután 56 játékot megnyertek. 1906 novemberében a Chicago Daily Tribune az ország egyik legjobb játékosának nevezte.
Három évig a Maroons baseballcsapatának dobója volt. Egyik szezonjában kettő kivételével minden mérkőzésen játszott.

## Profiként és edzőként

### 1907–1910
1907-ben szerzett diplomát. A Utah State Aggies atlétikai igazgatója és négy sportágban edzője lett; az 1907-es és 1908-as amerikaifutball-csapatai sikeresek voltak, azonban utóbbi szezon során egyik játékosa mérkőzés közben elhunyt, és a sportágat az egyetem betiltotta. A szezon hátralévő részében a Denver Pioneers edzőhelyettese volt. Az évben Chicagóban baseballozott és felkeltette a Chicago White Sox tulajdonosának figyelmét.
1909-ben a Chicago Maroons amerikaifutball-csapatának edzőhelyettese, 1910-ben pedig az Ole Miss Rebels baseballcsapatának vezetőedzője volt, akik megnyerték a konferenciabajnokságot. Távozását követően egy mérkőzésen a Cincinnati Reds dobója volt, a szezon végén pedig a San Francisco Seals tagjaként játszott.
19110-ben Frank Mitchell néven lépett pályára, és egyesek szerint maszkot viselt. A Los Angeles Times a következőket írta:
Ennek a dupla mérkőzésnek a jelentős alakja a mindkét játékon remekelő vaskezű volt. A tíz játékrészből a legelsőn csak hét találatot engedett, a másodikban pedig pedig hat ütés lepattant róla… Hash Mitchell, a rejtély, aki a semmiből négy győzelmet szerzett a Sealsnek… Mindenki Mitchellt nézte annak reményében, hogy rájönnek, ki is ő, és közben a helyi játékosok megtévesztésére alkalmas dobásokat láttak.
A következő héten a sajtó a következőket írta:
A titokzatos Mitchell a Recreation Parkban ismét szenzációt mutatott be, amikor nyolcezer vadul izgatott szurkoló felrúgta a baseball szabályait… Ugyan a játék végéig a pompomlány annyi érdeklődést keltett, mint maga a mérkőzés, utána is volt néznivaló. Amikor a tömeg középpontjában elhagyta a lelátót és az irodába ment, több százan beszédet követeltek tőle.
1910. szeptember 19-én chicagói sportújságírók beazonosították; megállapították, hogy nyáron a New York Giantsszel szerződött, de egy szobalánnyal szembeni állítólagos erőszak miatt kirúgták; ezután a Los Angeles Timesban megjelent fotóig nyomtalanul eltűnt. Baseballkarrierjében a „Titokzatos Walkerként” és a „Titokzatos Mitchellként” említették.

### 1911–1916
1911-ben az Oregon Agricultural Aggies baseballedzője volt. 1911–1912 telén San Franciscóban dolgozott; 1912 januárjában elbocsátották, miután megütött egy játékvezetőt; a csapattagok szerint a bíró viselkedése miatt ütötte meg, ezért kérték visszahelyezését. 1912-ben egy mérkőzésen a Cleveland Napsnél játszott, majd 1912–1913-ban a Carnegie Mellon Tartans amerikaifutball-edzője, 1913 őszén a Pittsburgh Panters kosárlabdázója volt.
1913-ban a Brooklyn Superbas dobója volt; augusztusban a The Pittsburgh Press a következőt írta: „Fred Walker, azaz a Titokzatos Mitchell, aki a Brooklyn dobója, az első négy játékrészben kiváló játékos, viszont utána – nem igazán”.
1914-ben a Pittsburgh Rebels 35 mérkőzésén játszott, és a Federal Leauge 9. helyén állt. Ősszel a Washington & Jefferson Presidents amerikaifutball-csapatának edzőhelyettese volt. Utolsó profi baseballszezonja a Brooklyn Tip-Topsnél töltött 1915-ös volt; utolsó MLB-beli mérkőzését szeptember 29-én játszotta. Ősszel minorcsapatokban játszott, majd a Chicago Maroons amerikaifutball-csapatának edzőhelyettese lett.

### 1917–1925
1917 tavaszán a Chicago Maroons baseballedző-helyettese, nyáron pedig a New Haven minorcsapat játékosa volt. Szeptemberben a Williams Ephs amerikaifutball-edzőjévé nevezték ki; 1917-es szezonjukat 20–0-s eredménnyel zárták. Decemberben a Dartmouth Big Green kosárlabdaedzője lett; miután első húsz játékukat elveszítették, 1918 februárjában kirúgták. A The New York Times szerint kirúgásában szerepet játszottak a fenntartóval és a hallgatókkal szembeni nézeteltérései is.
1918 februárjában a St. Louis Cardinalsszel szerződött, de nyáron a Newark Bears és a Binghamton Bingoes minorcsapatokban játszott; 1918-ban összesen húsz mérkőzésen szerepelt. Az első világháború idején a Rhode Island állambeli Newport támaszpontjának, a háború útán pedig a Rhode Island Rams atlétikai igazgatója volt. Az 1919-es szezon 87,5%-os győzelmi aránya volt a legmagasabb. Miután háromezer dolláros fizetését nem emelték meg, távozott; a 255 hallgatóból 147 petíciót nyújtott be az igazgatótanácshoz, de azt elutasították.
1919–1920-ban a New York-i Mezőgazdasági Főiskola atlétikai igazgatója, valamint amerikaifutball- és baseballedzője volt. Az amerikaifutball-csapat 2–5-ös eredményét követően lemondott; állítása szerint a vereség oka az alulfinanszírozottság volt. 1920 szeptemberében visszatért a Chicago Maroonshoz, 1921 februárjában pedig a DePauw Tigers munkatársa lett. Az amerikaifutball- és kosárlabdacsapatok győztes szezont zártak, a baseballcsapat eredménye azonban 4–8 volt.
1922 augusztusában a Michigan State Spartans amerikaifutball-tanácsadója, valamint baseball- és kosárlabdaedzője lett. 1922 és 1924 között a Drury Panthers amerikaifutball- és baseballedzője volt; miután gyenge játékosaiból a Missouri Conference legszenzációsabb amerikaifutball-csapatát alakította ki, 1924 novemberében a Chicago Daily Tribune „Missouri csodaemberének” nevezte. Kosárlabdacsapatának összesített eredménye 7–13.

### 1926–1940
1926–1927-ben a Loyola Wolf Pack atlétikai igazgatója volt. 1927 szeptemberében a Texas Longhorns munkatársa lett; 1931-ig eredménye 51–30 lett. 1932 augusztusában a J. Sterling Morton középiskola munkatársa lett; októberben W. P. Maclean polgármester és testnevelési felelős kirúgta, amiért megengedte, hogy a diákok letét nélkül felszerelést vegyenek fel és nem tartatta tisztán a zuhanyzókat. Az iskola tanácstermében háromszázan tiltakoztak a döntés ellen; miután Walkert visszahelyezték pozíciójába, a feljelentőt kirúgták.
1936 és 1940 között a Wheaton Thunder edzője, 1937 májusától pedig atlétikai igazgatója volt. 1940 januárjában bejelentette, hogy a rektorral való nézeteltérései miatt júniusi hatállyal lemond és biztonságtechnikai vállalkozására fókuszál.

## Visszavonulása után
1940-ben visszavonult az edzőségtől és a beruházóiparban kezdett dolgozni; 1952 és 1958 között a Chesley and Co. alelnöke volt. 1958-ban szívrohamban hunyt el Oak Park-i otthonában.

## Eredményei vezetőedzőként

### Amerikai futball
| Év                                                               | Eredmény                             | Eredmény                             | Helyezés                             |
| Év                                                               | Összesített                          | Konferencia                          | Helyezés                             |
| Utah Agricultural Aggies (Független)                             | Utah Agricultural Aggies (Független) | Utah Agricultural Aggies (Független) | Utah Agricultural Aggies (Független) |
| ---------------------------------------------------------------- | ------------------------------------ | ------------------------------------ | ------------------------------------ |
| 1907                                                             | 6–1                                  | –                                    | –                                    |
| 1908                                                             | 4–0                                  | –                                    | –                                    |
| Utah Agricultural:                                               | 10–1                                 | –                                    | –                                    |
| Williams Ephs (Független)                                        |                                      |                                      |                                      |
| 1917                                                             | 7–0–1                                | –                                    | –                                    |
| Williams:                                                        | 7–0–1                                | –                                    | –                                    |
| New York Agricultural Aggies (Független)                         |                                      |                                      |                                      |
| 1919                                                             | 2–5                                  | –                                    | –                                    |
| New York Agricultural:                                           | 2–5                                  | –                                    | –                                    |
| DePauw Tigers (Független)                                        |                                      |                                      |                                      |
| 1921                                                             | 4–3                                  | –                                    | –                                    |
| DePauw:                                                          | 4–3                                  | –                                    | –                                    |
| Drury Panthers (Missouri College Athletic Union)                 |                                      |                                      |                                      |
| 1924                                                             | 3–4                                  | 2–3                                  | T-5.                                 |
| 1925                                                             | 2–5                                  | 1–3                                  | 8.                                   |
| Drury:                                                           | 5–9                                  | 3–6                                  | –                                    |
| Wheaton Crusaders (Illinois Intercollegiate Athletic Conference) |                                      |                                      |                                      |
| 1936                                                             | 3–2–2                                | 2–1–2                                | T-5.                                 |
| 1937                                                             | 3–5                                  | 3–3                                  | T-11.                                |
| Wheaton Crusaders (Illinois College Conference)                  |                                      |                                      |                                      |
| 1938                                                             | 3–3                                  | 2–1                                  | T-3.                                 |
| 1939                                                             | 2–4–2                                | 1–0–1                                | T-3.                                 |
| Wheaton:                                                         | 11–14–4                              | 8–5–3                                | –                                    |
| Összesen:                                                        | 37–32–5                              | –                                    | –                                    |

### Baseball
| Szezon                                   | Eredmény                    |
| Ole Miss Rebels (Független)              | Ole Miss Rebels (Független) |
| ---------------------------------------- | --------------------------- |
| 1910                                     | 11–3                        |
| Ole Miss:                                | 11–3 (.786)                 |
| Oregon Agricultural Beavers (Független)  |                             |
| 1911                                     | 8–7                         |
| Oregon Agricultural:                     | 8–7 (.533)                  |
| DePauw Tigers (Független)                |                             |
| 1922                                     | 4–8                         |
| DePauw:                                  | 4–8 (.333)                  |
| Michigan Agricultural Aggies (Független) |                             |
| 1923                                     | 14–4                        |
| 1924                                     | 6–7                         |
| Michigan Agricultural:                   | 20–11 (.645)                |
| Wheaton Crusaders (Független)            |                             |
| 1937                                     | 9–8                         |
| 1938                                     | 9–7                         |
| 1939                                     | 10–5                        |
| 1940                                     | 3–15                        |
| Wheaton:                                 | 31–35 (.470)                |
| Összesen:                                | 73–64 (.533)                |

### Kosárlabda
| Szezon                                   | Eredmény                | Eredmény                | Helyezés                |
| Szezon                                   | Összesített             | Konferencia             | Helyezés                |
| Utah Aggies (Független)                  | Utah Aggies (Független) | Utah Aggies (Független) | Utah Aggies (Független) |
| ---------------------------------------- | ----------------------- | ----------------------- | ----------------------- |
| 1907–08                                  | 0–8                     | –                       | –                       |
| Utah:                                    | 0–8 (.000)              | –                       | –                       |
| Dartmouth Big Green (Független)          |                         |                         |                         |
| 1917–18                                  | 0–26                    | –                       | –                       |
| Dartmouth:                               | 0–26 (.000)             | –                       | –                       |
| Rhode Island Rams (Független)            |                         |                         |                         |
| 1918–19                                  | 7–1                     | –                       | –                       |
| Rhode Island:                            | 7–1 (.875)              | –                       | –                       |
| DePauw Tigers (Független)                |                         |                         |                         |
| 1921–22                                  | 17–3                    | –                       | –                       |
| DePauw:                                  | 17–3 (.850)             | –                       | –                       |
| Michigan Agricultural Aggies (Független) |                         |                         |                         |
| 1922–23                                  | 10–9                    | –                       | –                       |
| 1923–24                                  | 10–10                   | –                       | –                       |
| Michigan Agricultural:                   | 20–19 (.513)            | –                       | –                       |
| Drury Panthers (Független)               |                         |                         |                         |
| 1924–25                                  | 5–8                     | –                       | –                       |
| 1925–26                                  | 2–5                     | –                       | –                       |
| Drury:                                   | 7–13 (.350)             | –                       | –                       |
| Loyola Wolf Pack (Független)             |                         |                         |                         |
| 1926–27                                  | 12–6                    | –                       | –                       |
| Loyola:                                  | 12–6 (.667)             | –                       | –                       |
| Texas Longhorns (Southwest Conference)   |                         |                         |                         |
| 1927–28                                  | 12–5                    | 7–5                     | 3.                      |
| 1928–29                                  | 18–2                    | 10–2                    | 2.                      |
| 1929–30                                  | 12–9                    | 8–4                     | 2.                      |
| 1930–31                                  | 9–15                    | 2–10                    | 7.                      |
| Texas:                                   | 51–31 (.622)            | 27–21 (.563)            | –                       |
| Wheaton Thunder (Független)              |                         |                         |                         |
| 1936–37                                  | 7–11                    | –                       | –                       |
| 1937–38                                  | 10–7                    | –                       | –                       |
| 1938–39                                  | 7–6                     | –                       | –                       |
| 1939–40                                  | 4–10                    | –                       | –                       |
| Wheaton:                                 | 28–34 (.452)            | –                       | –                       |
| Összesen:                                | 142–141 (.502)          | –                       | –                       |

## Fordítás
- Ez a szócikk részben vagy egészben  a   Mysterious Walker című angol Wikipédia-szócikk ezen változatának fordításán alapul.  Az eredeti cikk szerkesztőit annak laptörténete sorolja fel. Ez a jelzés csupán a megfogalmazás eredetét és a szerzői jogokat jelzi, nem szolgál a cikkben szereplő információk forrásmegjelöléseként.